# 斯基貝
51°13′31″N 24°7′19″E / 51.22528°N 24.12194°E
斯基貝（羅馬化：Skyby）是烏克蘭的村落，位於該國西部沃倫州，由科韋利區負責管轄，距離留波姆7公里，始建於1533年，面積15平方公里，海拔高度188米，2001年人口524。